# Moselviadukt
Das Moselviadukt (frz. Viaduc de la Moselle) ist die Überquerung der französischen Schnellfahrstrecke LGV Est européenne Paris–Straßburg über das Moseltal zwischen Vandières und Champey-sur-Moselle im Département Meurthe-et-Moselle. Das Viadukt wurde von 2003 bis 2005 als zweistegige Plattenbalkenbrücke mit einer Gesamtlänge von 1510 m  errichtet. Der Architekt Alain Spielmann wurde mit der Planung der Brücke betraut. Am 24. Oktober 2005 weihte der französische Verkehrsminister Dominique Perben das Moselviadukt ein. Die Inbetriebnahme der Schnellfahrstrecke „LGV Est européenne“ erfolgte am 10. Juni 2007 mit der Fahrt des ersten Zugs, einem deutschen ICE, vom Pariser Gare de l’Est nach Saarbrücken.

## Technische Daten
- Gesamtlänge: 1510 m
- Breite: 12,5 m
- Balkenhöhe: 3,5–5 m
- Durchschnittliche Stützweite: 55 m
- Anzahl der Pfeiler: 27
- Höhe der Pfeiler: 10 bis 22 m
- Gründungstiefe: 20 m
- Materialmenge: 12.500 t Stahl
- Baukosten: 55,7 Mio. €